# Burgstall Steinhaus (Markt Berolzheim)
Der Burgstall Steinhaus ist der Rest einer abgegangenen hochmittelalterlichen Turmhügelburg (Motte), die sich in einer feuchten Mulde am Fuß eines Berghanges erhob, und aus den Resten einer römischen Villa Rustica errichtet wurde. Der Burgstall befindet sich 1170 Meter südsüdwestlich der Ortsmitte der Gemeinde Markt Berolzheim im mittelfränkischen Landkreis Weißenburg-Gunzenhausen in Bayern, Deutschland. Die kleine Turmhügelburg war einer von drei Adelssitzen des Berolzheimer Ortsadels neben dem sogenannten Oberen Schloss und der Burg Berolzheim. Von dem als Bodendenkmal geschützten Objekt ist nur noch der Turmhügel mit Wall und Graben erhalten.

## Geschichte
Das sogenannte Steinhaus, eine Turmhügelburg mit wassergefülltem Graben, wurde vermutlich während des 11. oder des 12. Jahrhunderts, möglicherweise auch schon im 10. Jahrhundert, vom Ortsadel von Berolzheim errichtet. Die damaligen Herren von Berolzheim, das damals noch aus den zwei Ortsteilen Bratting und Benzing bestand, waren möglicherweise die Grafen von Calatin. Es war wohl die erste Ortsburg der Berolzheimer, später errichteten sie noch das Obere und das Untere Schloss. Beide waren ebenfalls Wasserburgen, die später zu Schlössern ausgebaut wurden.
Die Herren von Berolzheim erschienen erstmals 1170 mit „Kuonradus de [= von] beroldesheim“ in einer Urkunde, sie saßen wohl zuerst auf dem außerhalb der Ortschaft gelegenen Steinhaus und verlegten während des 12. oder 13. Jahrhunderts ihren Sitz auf die Wasserburgen innerhalb des Ortes. Von der Burg sind nur sehr wenige sichere Nachrichten bekannt, zu einer späteren Zeit war sie im Besitz der Ritter von Willich, die damals auch das Untere Schloss in Berolzheim besaßen. Im Jahr 1387 ging die Anlage nach einer Urkunde an die Ritter von Frick, anschließend an die Herren von Lentersheim, die ebenfalls beide Burgen im Ort besaßen.
Zerstört wurde die Burg im Dreißigjährigen Krieg, bis dahin sollen sich auf dem Turmhügel zwei Gebäude „ungefähr 17 mal 17 Meter groß“ befunden haben, sie dienten damals als Forsthaus.

## Beschreibung
Der kleine zweiteilige Burgstall besteht aus einem rechteckigen Turmhügel, der sich von Südosten nach Nordwesten erstreckt, und aus einer im Nordwesten vorgelagerten Vorburg. Der Hügel misst etwa 35 mal 30 Meter, der nordwestliche Teil liegt etwas niedriger und fällt über eine Geländestufe ab. Er ist von einem ringsum verlaufenden und früher mit Wasser gefüllten Graben umfasst. Dieser Graben ist vom Hügel aus noch bis zu sechs Meter tief und maximal 15 Meter breit. Von Süden her wird der Graben noch von einem kleinen Bachlauf durchflossen. Der Bach verzweigt sich im südlichen Grabenbereich, wobei der nach Westen fließende Teil weiter durch den Graben verläuft und diesen etwa an der Nordspitze verlässt. Anschließend fließt er an der Nordostseite der Vorburg entlang. Der nach Osten fließende Zweig des Baches wird im nordöstlichen Grabenbereich durch einen Damm angestaut, der möglicherweise der frühere Zugang zum Turmhügel war. Um den Graben zieht sich bis auf die Südspitze ein Außenwall, der an seiner äußeren Kante noch 50 mal 60 Meter misst. Vor der nordwestlichen Schmalseite des Außenwalls befindet sich noch ein weiterer quadratischer Wallrest um das Gelände einer vermutlichen Vorburg. Er ist nur an zwei Seiten erhalten, an der Nordostseite fehlt er völlig.